# Pizza Meter
Pizza Meter refere-se a aumentos repentinos de pedidos de pizza de escritórios do governo dos EUA, como a Casa Branca e o Pentágono, antes de grandes acontecimentos políticos e militares.

## História
Foram reportados aumentos repentinos de demandas de pizza em edifícios do governo estadunidense antes da invasão iraquiana do Kuwait e do Escândalo Lewinsky, entre outros acontecimentos. Por isso, na mídia dos EUA foi usado o termo "Pizza Meter" ou Índice Pizza, como se a demanda de pizzas fosse um preditor de acontecimentos relevantes na política.
A solicitação de pizzas pelo governo dos EUA era supostamente acompanhada pela inteligência soviética, durante a Guerra Fria.